# Adjan (Benin)
Adjan ist eine Stadt und ein Arrondissement im Departement Atlantique in Benin. Es ist eine Verwaltungseinheit, die der Gerichtsbarkeit der Kommune Zè untersteht.

## Demografie und Verwaltung
Gemäß der Volkszählung 2013 des beninischen Statistikamtes INSAE hatte das Arrondissement 7367 Einwohner, davon waren 3593 männlich und 3774 weiblich.
Von den 101 Dörfern und Quartieren der Kommune Zè entfallen acht auf Adjan:
1. Adjan
2. Adjan-Gla
3. Adjan–Houéta
4. Anagbo
5. Dodji-Aga
6. Tanta
7. Wassa
8. Zanzoun